# Daigo Tennō
Daigo Tennō (醍醐天皇?) (6 de febrero de 885 – 23 de octubre de 930) fue el 60.º emperador de Japón, según el orden tradicional de sucesión. Reinó entre 897 y 930. Antes de ser ascendido al Trono de Crisantemo, su nombre personal (imina) era Príncipe Imperial Atsuhito (Atsuhito-shinnō).

## Genealogía
Fue el hijo mayor de su predecesor, el Emperador Uda. Su madre fue Fujiwara no Taneko, hija del Ministro del Centro, Fujiwara no Takafui.
El Emperador Daigo tuvo 21 Emperatrices, Consortes Imperiales y concubinas, y tuvo 36 hijos.
- Emperatriz Fujiwara no Onshi (中宮 藤原穏子) (885 – 954), hija del kanpaku Fujiwara no Mototsune

- Segundo hijo: Príncipe Imperial Yasuakira (保明親王) (903 – 923), Príncipe de la Corona y Bunkengentaishi (文献彦太子)
- Decimocuarta hija: Princesa Imperial Kouko (康子内親王) (919 – 957); esposa del Udaijin Fujiwara no Morosuke
- Duodécimo hijo: Príncipe Imperial Kanmei (寛明親王) (923 – 952),  futuro Emperador Suzaku
- Decimocuarto hijo: Príncipe Imperial Nariakira (成明親王) (926 – 967), futuro Emperador Murakami

- Princesa Imperial Tameshi (妃　為子内親王) (¿? – 899), hija del Emperador Kōkō
- Dama de la Corte Minamoto no Wako (女御 源和子) (¿? – 947), hija del Emperador Kōkō
- Dama de la Corte Fujiwara no Nōko (女御 藤原能子) (¿? – 964), hija del Udaijin Fujiwara no Sadakata
- Dama de la Corte Fujiwara no Wakako (女御 藤原和香子) (¿? – 935), hija del Dainagon Fujiwara no Sadakuni
- Dama Acompañante de la Corte Minamoto no Shōme (更衣 源昇女), hija del Dainagon Minamoto no Shō

- Cuarto hijo; Príncipe Imperial Jigeakira (重明親王) (906 – 954), autor del Ribuōki (吏部王記)

- Dama Acompañante de la Corte Fujiwara no Kuwako (更衣 藤原桑子) (¿? – 921), hija del Chūnagon Fujiwara no Kensuke
- Dama Acompañante de la Corte Fujiwara no Hidehime (更衣 藤原淑姫) (¿? – 948), hija del Sangi Fujiwara no Sugane

- Undécimo hijo: Príncipe Imperial Kaneakira (兼明親王) (914 – 987), también llamado saki no chūshoō (前中書王)

- Dama Acompañante de la Corte Minamoto no Chikako (更衣 源周子), hija del Sadaiben Minamoto no Tonou

- Quinta hija: Princesa Imperial Kinshi (勤子内親王) (904 – 938), esposa del Udaijin Fujiwara no Morosuke
- Décima hija: Princesa Imperial Masako (雅子内親王)  (909 – 954), Princesa Imperial sirviente del Gran Santuario de Ise, posteriormente, esposa del Udaijin Fujiwara no Morosuke
- Décimo hijo: Minamoto no Takaakira (源高明) (914 – 982), también llamado Nishi-no-miya (西宮), Sadaijin

- Dama Acompañante de la Corte Minamoto no Fūko (更衣 源封子), hija del Ukyōdaibu Minamoto no Kyūkan

- Primer hijo: Príncipe Imperial Katsuakira (克明親王) (903 – 927), padre del músico Minamoto no Hiromasa

- Dama Acompañante de la Corte Fujiwara no Senko (更衣 藤原鮮子) (¿? – 915), hija del Iyonosuke Fujiwara no Tsunenaga

- Tercer hijo: Príncipe Imperial Yoakira (代明親王) (904 – 937)

## Biografía
En 897, asume el trono a la edad de 12 años, tras la abdicación de su padre, el Emperador Uda. Es nombrado como Emperador Daigo.
Su reinado duró 34 años y fue uno de los pocos reinados de la era Heian en donde el emperador gobernó de manera directa sin la regencia del clan Fujiwara, aunque él mismo formaba parte del clan.
En 901 ocurre el incidente de Sugawara no Michizane, este suceso se conoce muy poco ya que el propio emperador ordenó que todos los diarios y registros del suceso fuesen quemados.
En el 905, ordenó a Ki no Tsurayuki la compilación de la antología poética Kokin Wakashū, una colección de poesía waka.
También durante su reinado, ordenó la construcción de varios salones en el palacio de Daigo-ji, tales como el salón Yakushi.
Al finalizar su reinado, sucedieron varias calamidades como una severa inundación en Japón en 929; en 930 una tormenta severa azota el Palacio Imperial y se incendia tras la caída de rayos, provocando la muerte de varios burócratas y cortesanos, este suceso se creyó que era una maldición hecha por el espíritu de Sugawara no Michizane.
En 930, el Emperador se enferma, y temiendo que iba a morir pronto abdica a la edad de 46 años, a favor de su hijo, el Emperador Suzaku. Una semana después de su abdicación, se recluye a un templo budista y asume el nombre de Hō-kongō, justo después en el mismo día fallece. Fue enterrado en los alrededores del Daigo-ji.

## Kugyō
Kugyō (公卿) es el término colectivo para los personajes más poderosos y directamente ligados al servicio del emperador del Japón anterior a la restauración Meiji. Eran cortesanos hereditarios cuya experiencia y prestigio les había llevado a lo más alto del escalafón cortesano.
- Sadaijin: Fujiwara no Tadahira (880 – 949)[9]
- Sadaijin: Fujiwara no Tokihira  (871 – 909)[9]
- Udaijin: Sugawara no Michizane (845 – 901)[9]
- Udaijin: Minamoto no Hikaru (845 – 913)[9]
- Udaijin: Fujiwara no Tadahira[9]
- Udaijin: Fujiwara no Sadakata (900 – 970)[9]
- Nadaijin: Fujiwara no Takafui[9]
- Dainagon:

## Eras
- Kanpyō (889 – 898)
- Shōtai (898 – 901)
- Engi (901 – 923)
- Enchō (923 – 931)